# Château d'Ardvreck
 (août 2024).
Le château d'Ardvreck se dresse sur un promontoire rocheux avançant dans le Loch Assynt, dans le district de Sutherland au nord-ouest de la zone administrative écossaise de Highland. Ce château en ruine date du XVIe siècle. On peut y accéder par la route A837 qui suit le rivage du Loch Assynt à partir du village d'Inchnadamph. 

## Histoire

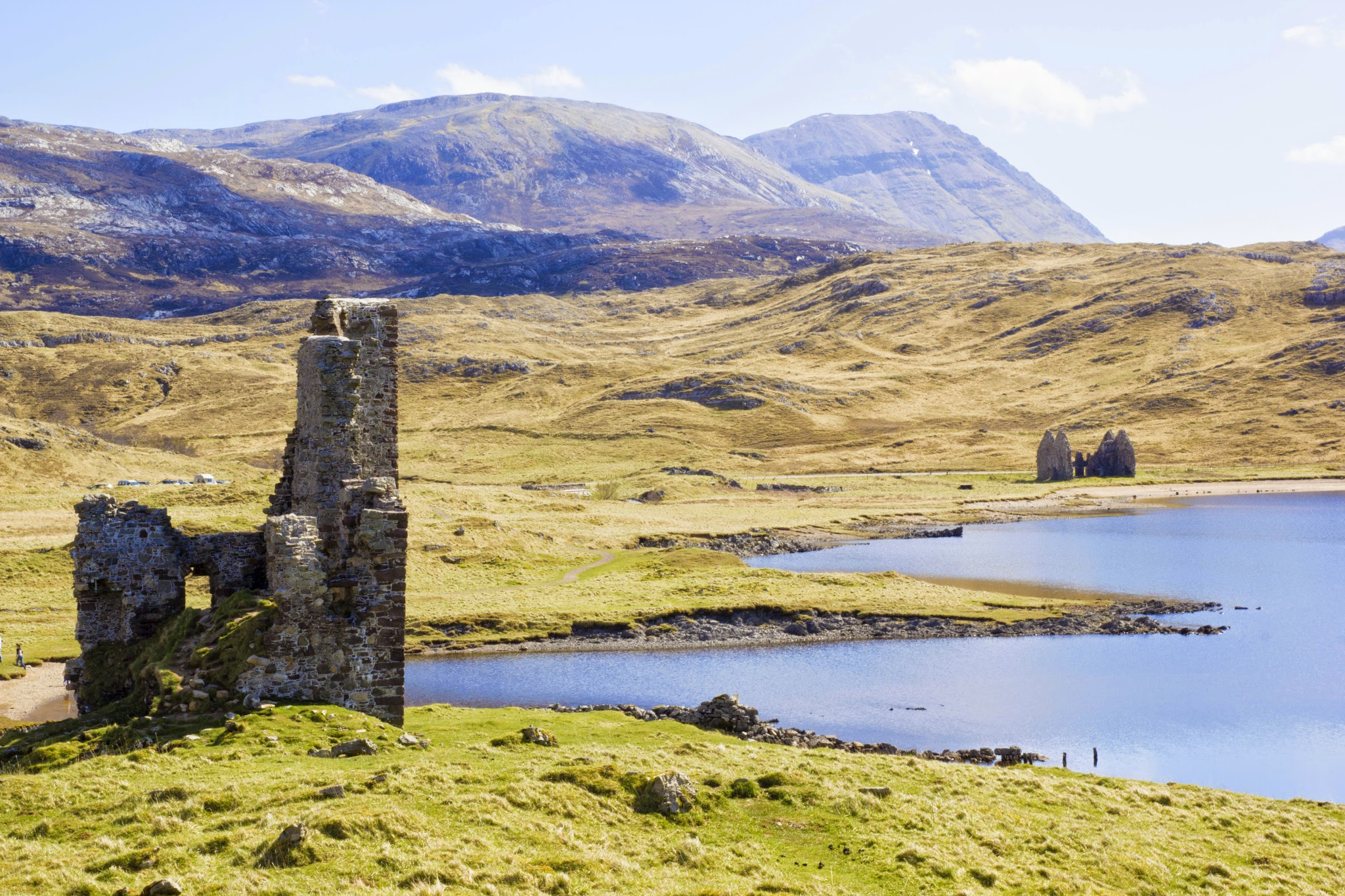
Le château et la Calda House.

On pense que le château aurait été construit vers 1590 par le Clan MacLeod qui possédait la paroisse d'Assynt et les terres environnantes depuis le XIIIe siècle. La zone de Sutherland, où se trouve le château, est en effet la place-forte du clan MacLeod. 
Le récit historique le plus connu remonte au 30 avril 1650, lors de la capture de James Graham, Marquis de Montrose, et de sa détention au château avant qu'il soit amené à Édimbourg pour être jugé et exécuté. Montrose était un royaliste, se battant du côté de Charles I contre les covenentaires. Vaincu à la bataille de Carbisdale, il chercha refuge à Ardvreck chez Neil MacLeod d'Assynt. Ce dernier étant alors absent du château, il est dit que sa femme Christine rusa en emprisonnant Montrose au château et en allant chercher les troupes des covenentaires. Montrose fut amené à Édimbourg et exécuté le 21 mai 1650, selon la méthode traditionnelle pour les traîtres : pendu, traîné jusqu'à la potence et démembré. 
Le château fut attaqué et capturé en 1672 par le Clan MacKenzie qui prit alors le contrôle des terres de l'Assynt. En 1726, ils construisirent non loin un manoir plus moderne, la Calda House nommée d'après le ruisseau Calda à côté de laquelle elle se dressait. La maison a brûlé sous des circonstances mystérieuses une nuit de 1737. La Calda house et le château d'Ardvreck sont aujourd'hui à l'état de ruines.

## Architecture

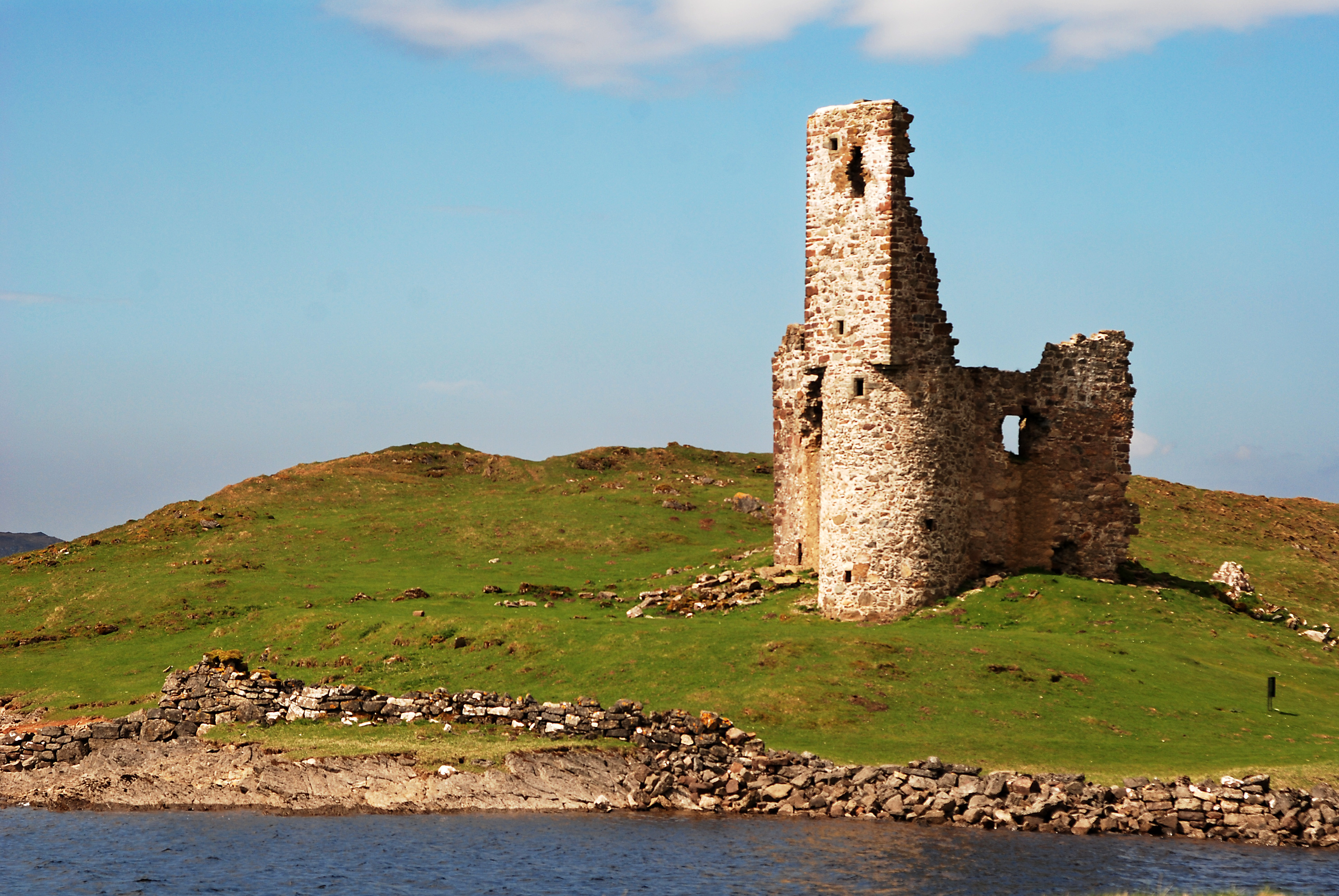

Le château consistait en un donjon rectangulaire de trois étages. La cave voûtée sous le château est percée avec des sortes de meurtrières. En dépit de ce que l'on peut maintenant voir de la petite tourelle en encorbellement, Ardvreck était à l'origine une structure large et imposante. On pense que le château comprenait des jardins murés et une cour. Ce qui reste des fondations couvre une large zone et peut toujours être vu. Cependant, l'essentiel de ce qui nous est parvenu est constitué de la tour et d'une partie du mur défensif.

## Fantômes et légendes
- un homme de grande taille habillé en gris : on pense qu'il pourrait être lié à la trahison de Montrose, voire être Montrose lui-même ;
- une petite fille : on[Qui ?] dit que les MacLeod ont fait appel au diable (Clootie[pas clair]) pour construire le château et qu'une de leurs filles lui fut octroyée en paiement. Désespérée, la fillette se serait jetée du haut d'une des tours.

Les ruines de la Calda House sont aussi dites hantées. D'après la légende, les MacKenzie auraient organisé une réunion de famille un samedi, et les célébrations ont continué après minuit le jour du sabbat. A un certain moment, un feu démarra, peut-être à cause de la foudre qui serait tombée, et tous les résidents périrent dans la maison réduite en cendres. Les causes du feu étant incertaines, certains habitants de l'Assynt déclarent qu'il s'agirait d'une manifestation du courroux divin comme la famille aurait célébré des festivités le jour du sabbat. Les histoires racontent qu'il y aurait eu un survivant à l'incendie : un joueur de cornemuse qui a échappé aux flammes car il refusait de jouer après minuit. 
De nombreux fantômes auraient été vus autour des ruines de la Calda House, dont une femme hantant le site lui-même. Des lumières étranges auraient également été observées la nuit, et plusieurs personnes ont déclaré avoir vu des phares d'une voiture approchant sur la route pendant la nuit, mais après avoir attendu, aucune voiture n'est apparue[pourquoi ?]
.